# Phyxioschema suthepium
Espèce
Synonymes
- Phyxioschema suthepia Raven & Schwendinger, 1989

Phyxioschema suthepium est une espèce d'araignées mygalomorphes de la famille des Euagridae.

## Distribution
Cette espèce est endémique de Thaïlande.

## Description
Le mâle holotype mesure 5,0 mm et la femelle paratype 6,4 mm.

## Étymologie
Son nom d'espèce lui a été donné en référence au lieu de sa découverte, le Doi Suthep.

## Publication originale
- Raven & Schwendinger, 1989 : On a new Phyxioschema (Araneae, Mygalomorphae, Dipluridae) from Thailand and its biology. Bulletin of the British Arachnological Socity, vol. 8, p. 55-60.